# Miasta Guernsey
Według danych oficjalnych pochodzących z 2001 roku na Guernsey było 10 miast o ludności przekraczającej 1 tys. mieszkańców. Stolica wyspy Saint Peter Port jako jedyne miasto liczyło ponad 10 tys. mieszkańców oraz reszta miast poniżej 10 tys. mieszkańców.

## Największe miasta na Guernsey
Największe miasta na Guernsey według liczebności mieszkańców (stan na 29.04.2001):
| L.p. | Miasto           | Parafia          | Liczba ludności |
| ---- | ---------------- | ---------------- | --------------- |
| 1.   | Saint Peter Port | Saint Peter Port | 16 488          |
| 2.   | Vale             | Vale             | 9 573           |
| 3.   | Castel           | Castel           | 8 975           |

## Alfabetyczna lista miast na Guernsey
Tabela przedstawia miasta na Guernsey.
| Miasto           | Spis ludności 1996 | Spis ludności 2001 |
| ---------------- | ------------------ | ------------------ |
| Castel           | 8 922              | 8 975              |
| Forest           | 1 423              | 1 549              |
| St Andrew’s      | 2 342              | 2 409              |
| St Martin’s      | 6 082              | 6 297              |
| Saint Peter Port | 16 194             | 16 488             |
| St Peter’s       | 2 151              | 2 188              |
| St Sampson’s     | 8 540              | 8 592              |
| St Saviour's     | 2 469              | 2 696              |
| Torteval         | 954                | 973                |
| Vale             | 9 504              | 9 573              |